# Elijah Muhammad
Elijah Muhammad, ursprungligen Elijah Robert Poole, född 7 oktober 1897 i Sandersville i Georgia, död 25 februari 1975 i Chicago i Illinois, var en amerikansk religiös ledare och förespråkare av svart nationalism. Han ledde den afroamerikanska islamska organisationen Nation of Islam (som under denna tid ibland kallades Black Muslims) efter grundaren Wallace Fard Muhammads försvinnande år 1934 fram till sin död 1975.

## Biografi
Muhammad flyttade till Detroit 1923 där han runt 1930 blev biträdande predikant till Wallace Fard Muhammad vid rörelsens Temple No. 1. När Fard Muhammad försvann (och troligen dog) 1934 efterträdde Elijah Muhammad honom som ledare för rörelsen. Motsättningar inom templet i Detroit gjorde att han flyttade till Chicago där han etablerade Temple No. 2.
Under andra världskriget uppmanade han sina anhängare att undvika värnpliktsinkallelserna, vilket ledde till att han dömdes och satt i fängelse 1942–1946.
Medlemskåren byggdes långsamt upp under årtiondena efter kriget. Muhammad eftersträvade att bygga upp en separat nation för afroamerikaner genom att sprida en religion byggd på att tillbe Allah och på tron att svarta är hans utvalda folk. Muhammad blev känd för sin hätska retorik mot vita människor, som han kallade "blåögda djävlar". Under senare delen av sitt liv modererade han dock sitt sätt att uttrycka sig och lade tonvikten på att förespråka självhjälp mellan afroamerikaner snarare än konfrontation mellan personer av olika hudfärg.
Hans främsta lärling, Malcolm X, bröt med Nation of Islam på grund av Muhammads separatistiska åsikter. Efter Muhammads död bröt sig en annan grupp ur, under ledning av Louis Farrakhan, och tog även den namnet Nation of Islam.